# Toshiki Sakai
Toshiki Sakai (堺 俊暉 Sakai Toshiki?, nacido el 18 de septiembre de 1993 en Kanagawa) es un futbolista japonés que se desempeña como delantero.

## Trayectoria

### Clubes
| Club            | País  | Año         |
| --------------- | ----- | ----------- |
| Blaublitz Akita | Japón | 2016 - 2017 |

## Estadística de carrera

### J. League
| Club            | Año   | J. League | J. League | Copa J. League | Copa J. League | Total | Total |
| Club            | Año   | Part.     | Goles     | Part.          | Goles          | Part. | Goles |
| --------------- | ----- | --------- | --------- | -------------- | -------------- | ----- | ----- |
| Blaublitz Akita | 2016  | 14        | 0         | -              | -              | 14    | 0     |
| Blaublitz Akita | 2017  | 13        | 1         | -              | -              | 13    | 1     |
| Total           | Total | 27        | 1         | 0              | 0              | 27    | 1     |